# Aulacoserica minor
Aulacoserica minor är en skalbaggsart som beskrevs av Frey 1974. Aulacoserica minor ingår i släktet Aulacoserica och familjen Melolonthidae. Inga underarter finns listade.